# مارکو سیلوا
مارکو الکساندر سارایوا دا سیلوا (پرتغالی: Marco Alexandre Saraiva da Silva؛ زادهٔ ۱۲ ژوئیهٔ ۱۹۷۷) بازیکن فوتبال پیشین و سرمربی فوتبال اهل پرتغال است. او هم‌اکنون هدایت فولام در لیگ برتر انگلیس را برعهده دارد. 
او سابقه هدایت تیم های اسپورتینگ، المپیاکوس، هال‌سیتی و واتفورد را در کارنامه دارد.

## افتخارات

### مربی
استوریل پرایا
لیگ ۲ پرتغال: ۱۲–۲۰۱۱
اسپورتینگ لیسبون
جام حذفی پرتغال: ۱۵–۲۰۱۴
المپیاکوس
سوپرلیگ یونان: ۱۶–۲۰۱۵